# Piława (Gwda)
Die Piława (deutsch Pilow) ist ein Fluss in Polen. Der Fluss entspringt dem Jezioro Pile (Großer Pielburg-See) und ist ein rechter Nebenfluss der Gwda (Küddow). Die Länge des Flusses beträgt 82 km bei einem Gefälle von −0,4 ‰ und einem Durchfluss von etwa 8 m³/s.
Der Fluss durchfließt unter anderem die Dörfer Nadarzyce (Rederitz), Szwecja (Freudenfier), Glowaczewo (Klawittersdorf), Czechyń (Zechendorf), Zabrodzie (Gramattenbrück) und Dobrzyca (Borkendorf).